# Comuna de Bedlno
Bedlno (polaco: Gmina Bedlno) é uma gminy (comuna) na Polónia, na voivodia de Lodz e no condado de Kutnowski. A sede do condado é a cidade de Bedlno.
De acordo com os censos de 2004, a comuna tem 6285 habitantes, com uma densidade 49,9 hab/km².

## Área
Estende-se por uma área de 126,02 km², incluindo:
- área agricola: 91%
- área florestal: 1%

## Demografia
Dados de 30 de Junho 2004:
|                      | Total   | Total | Mulheres | Mulheres | Homens  | Homens |
| -------------------- | ------- | ----- | -------- | -------- | ------- | ------ |
|                      | pessoas | %     | pessoas  | %        | pessoas | %      |
| População            | 6285    | 100   | 3137     | 49,9     | 3148    | 50,1   |
| Densidade (pop./km²) | 49,9    | 100   | 24,9     | 24,9     | 25      | 25     |

De acordo com dados de 2002, o rendimento médio per capita ascendia a 12112,02 zł.

## Subdivisões
- Annetów, Antoniew, Bedlno, Bedlno-Parcel, Dębowa Góra, Ernestynów, Florianów, Garbów, Głuchów, Gosławice, Groszki, Janów, Jaroszówka, Józefów, Kamilew, Kaźmierek, Konstantynów, Kręcieszki, Mateuszew, Orłów-Kolonia, Orłów-Parcel, Plecka Dąbrowa, Pniewo, Potok, Stanisławice, Stradzew, Szewce Nadolne, Szewce Owsiane, Szewce-Walentyna, Waliszew, Wewiórz, Wojszyce, Wola Kałkowa, Wyrów, Załusin, Zleszyn, Zosinów, Żeronice.

## Comunas vizinhas
- Bielawy, Krzyżanów, Oporów, Piątek, Zduny, Żychlin